# Jean-Louis Bonenfant
Pour les articles homonymes, voir Bonenfant.
Jean-Louis Bonenfant est un médecin et professeur québécois né à l'île d'Orléans le 11 août 1920 où il meurt le 7 février 1991 . Il est professeur émérite de pathologie à la Faculté de médecine de l'Université Laval.
Il fonde la Maison Michel-Sarrazin, dont la vocation est d'accueillir les malades en phase terminale de cancer.

## Honneurs
- 1946 -  Médaille du lieutenant-gouverneur
- 1978 - Prix Powers de l'Association des médecins de langue française du Canada
- 1980 - Médaille Georges Pompidou
- 1981 - Médaille de l'Association des médecins de langue française du Canada
- 1981 -  Officier de l'Ordre du Canada[3]
- 1987 - Médaille Gloire de l'Escolle
- 1990 -  Chevalier de l'Ordre national du Québec[4]